# مدرسة الفضائح (فلم 1930)
مدرسة الفضائح (بالإنجليزية: The School for Scandal) فيلم كوميدي بريطاني من إخراج ثورولد ديكنسون وموريس إلفي، وبطولة باسيل جيل، مادلين كارول، وإيان فليمينغ. مقتبس من مسرحية «مدرسة الفضائح» للكاتب ريتشارد برينسلي شيريدان.

## روابط خارجية
- مقالات تستعمل روابط فنية بلا صلة مع ويكي بيانات